# Campionat del Món de motocròs veterans
La Copa del Món de motocròs veterans, coneguda també com a Campionat del Món de motocròs veterans (oficialment: FIM Veteran Motocross World Cup), és la màxima competició internacional de motocròs en categoria veterans (reservada a pilots de 51 a 60 anys d'edat).
Cal no confondre aquest campionat, instaurat el 2006 per la FIM, amb el també anomenat Campionat del Món de motocròs veterans (World Vet Motocross Championship) que se celebra en paral·lel als Estats Units.

## Historial
A 26 de novembre de 2024
| Any                      | Campió             | Motocicleta |
| ------------------------ | ------------------ | ----------- |
| 2006                     | Marc Van Den Brink | Suzuki      |
| 2007                     | Tony Cooksley      | Yamaha      |
| 2008                     | Peter Iven         | Kawasaki    |
| 2009                     | Mats Nilsson       | Yamaha      |
| 2010                     | Mats Nilsson       | Yamaha      |
| 2011                     | Pascal Bal         | Yamaha      |
| 2012                     | Darryl King        | Yamaha      |
| 2013                     | Mats Nilsson       | Yamaha      |
| 2014                     | Martin Zerava      | Suzuki      |
| 2015                     | Mats Nilsson       | Yamaha      |
| 2016                     | Mats Nilsson       | Yamaha      |
| 2017                     | Martin Zerava      | Suzuki      |
| 2018                     | Martin Zerava      | Suzuki      |
| 2019 - 2024: No disputat |                    |             |

1. ↑  El 2007 hi hagué també un títol per a la categoria Senior, reservada als pilots de 41 a 50 anys. El campió en fou Dave Thorpe.[1][2]